# Деалу Лаунеле (Валча)
Деалу Лаунеле (рум. Dealu Lăunele) насеље је у Румунији у округу Валча у општини Даничеј. Oпштина се налази на надморској висини од 464 m.

## Становништво
Према подацима из 2002. године у насељу је живело 475 становника, од којих су сви румунске националности.